# Montrachet

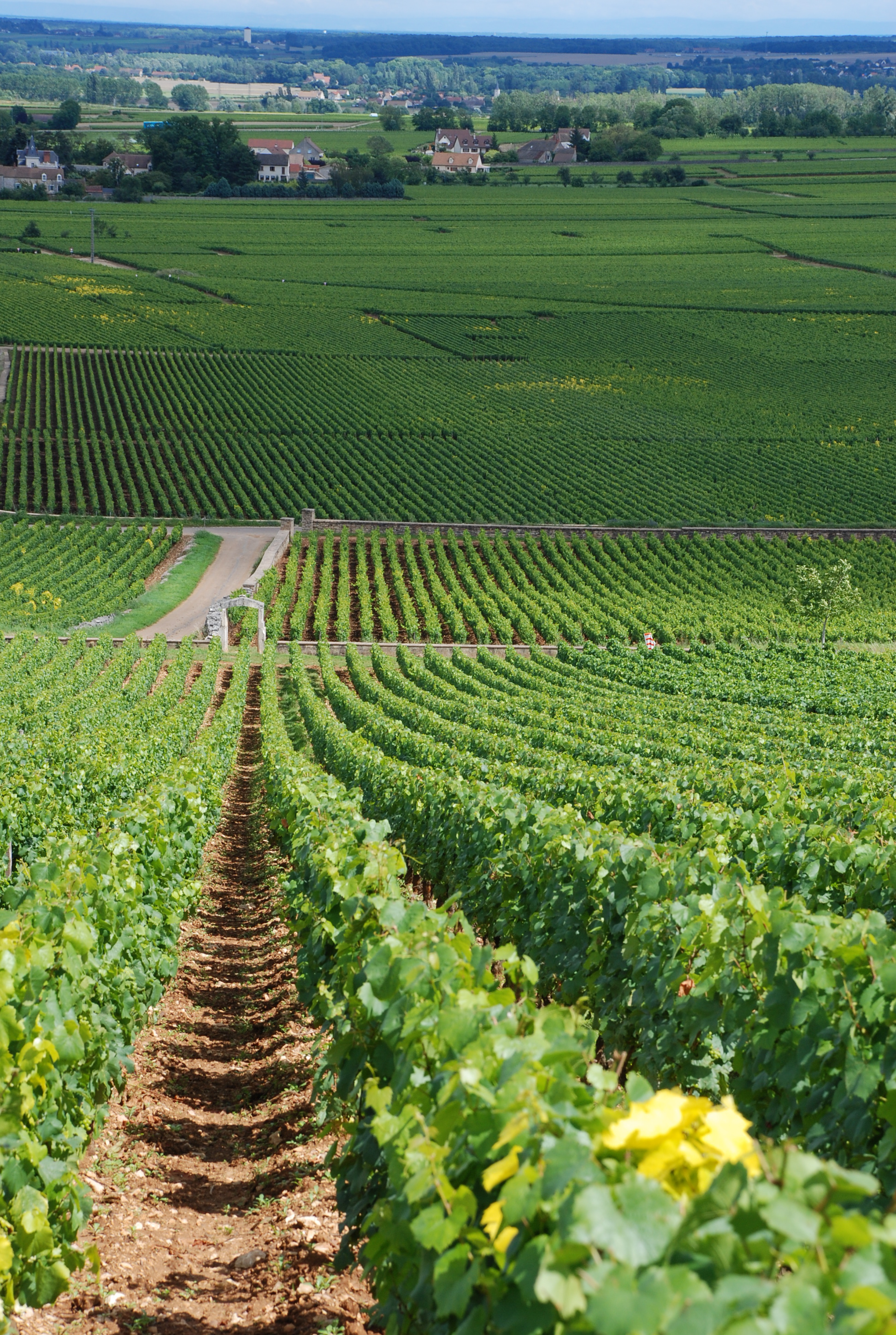
Blick von der höher gelegenen Grand Cru Lage Chevalier-Montrachet auf den umfriedeten Montrachet sowie weiter tiefer auf die Lage Batard-Montrachet. Im Bildhintergrund erkennt man einige Häuser der Gemeinde Puligny-Montrachet.

Montrachet (oder auch Le Montrachet) ist eine als Grand Cru eingestufte Weinlage an der Côte d’Or im französischen Burgund. Sie liegt in den Gemeinden Puligny-Montrachet und Chassagne-Montrachet in der Côte de Beaune. Die Lage Montrachet besitzt seit dem 31. Juli 1937 eine eigene Appellation und zählt mit einer Größe von 7,9980 ha zu den kleineren Appellations Frankreichs. Erzeugt wird ausschließlich Weißwein. Davon liegen 4,0107 ha auf dem Gemeindegebiet von Puligny; die restlichen 3,9873 ha gehören zur Gemeinde Chassagne. Die Weine der überwiegend südlich ausgerichteten Lagen von Chassagne haben den Ruf, wuchtiger und fetter, diejenigen von Puligny feiner und eleganter zu sein.
Die Lage ist seit dem 13. Jahrhundert bekannt und war sukzessive unter den Bezeichnungen Mons Rachicencis, Mont Rachaz, Mont Rachat und ab dem 15. Jahrhundert als Montrachat bekannt. Von Alexandre Dumas dem Älteren wird die Aussage überliefert, den Wein von Montrachet müsse man auf Knien und mit gezogenem Hut trinken.
Generell zählen die Weine des Montrachet zu den teuersten Weißweinen der Welt. Das Nutzland ist entsprechend teuer. Bei einer Transaktion im Jahr 1993 zahlte das Finanzinstitut Crédit Foncier (Eigentümer des Château de Puligny-Montrachet) für eine ouvrée (428 m²) einen Preis von 3,5 Millionen Francs (Nach dem Umrechnungskurs von 2002 entspricht dies 533.572 Euro). Der Montrachet ist mit seiner Umfriedungsmauer ein Clos.

## Klima und Geologie
Die Weinlage Montrachet befindet sich auf einem zehn Prozent steilen Hang in 255 – 270 m Höhe über dem Meeresspiegel. Von Spätfrösten bleibt die Lage meist verschont. Ansonsten gelten die Bedingungen des Burgund – ein Übergangsklima, in dem kontinentale über maritime Einflüsse überwiegen. Der Chardonnay gedeiht in südöstlicher Ausrichtung hervorragend.
Für die nördlich gelegene Stadt Dijon (316 m) galten zwischen 1961 und 1990 folgende Daten:
| Monat                                                               | Jan  | Feb  | Mär  | Apr  | Mai  | Jun  | Jul  | Aug  | Sep  | Okt  | Nov  | Dez  | Jahr  |
| ------------------------------------------------------------------- | ---- | ---- | ---- | ---- | ---- | ---- | ---- | ---- | ---- | ---- | ---- | ---- | ----- |
| Mittlere minimale Temperaturen °C                                   | −1   | 0,1  | 2,2  | 5    | 8,7  | 12   | 14,1 | 13,7 | 10,9 | 7,2  | 2,5  | −0,2 | 6,3   |
| Mittlere Temperaturen °C                                            | 1,6  | 3,6  | 6,5  | 9,8  | 13,7 | 17,2 | 19,7 | 19,1 | 16,1 | 11,3 | 5,6  | 2,3  | 10,5  |
| Mittlere maximale Temperaturen °C                                   | 4,2  | 7    | 10,8 | 14,7 | 18,7 | 22,4 | 25,3 | 24,5 | 21,3 | 15,5 | 8,6  | 4,8  | 14,8  |
| Mittlere monatliche Niederschlagsmenge (mm)                         | 49,2 | 52,5 | 52,8 | 52,2 | 86,3 | 62,4 | 51   | 65,4 | 66,6 | 57,6 | 64,2 | 62   | 732,2 |
| Quelle: Archives climatologiques mensuelles - für Dijon (1961–1990) |      |      |      |      |      |      |      |      |      |      |      |      |       |

Im Jahr 2007 galt:
| Monat                                                             | Jan | Feb | Mär | Apr  | Mai  | Jun  | Jul  | Aug  | Sep  | Okt  | Nov | Dez | Jahr |
| ----------------------------------------------------------------- | --- | --- | --- | ---- | ---- | ---- | ---- | ---- | ---- | ---- | --- | --- | ---- |
| Mittlere Temperaturen °C                                          | 5,3 | 6,4 | 6,9 | 14,7 | 15,6 | 18,5 | 18,7 | 18,2 | 14,4 | 10,7 | 5,3 | 1,6 | 11,3 |
| Quelle: Mittlere Temperaturen am Messpunkt von Dijon im Jahr 2007 |     |     |     |      |      |      |      |      |      |      |     |     |      |

Im Jahr 2008 wurden folgende Daten erhoben:
| Monat                                                             | Jan | Feb | Mär | Apr | Mai  | Jun  | Jul  | Aug  | Sep  | Okt  | Nov | Dez | Jahr |
| ----------------------------------------------------------------- | --- | --- | --- | --- | ---- | ---- | ---- | ---- | ---- | ---- | --- | --- | ---- |
| Mittlere Temperaturen °C                                          | 3,8 | 4,7 | 6,3 | 9,1 | 15,8 | 17,8 | 19,9 | 18,6 | 13,8 | 10,3 | 6,4 | 2,1 | 10,7 |
| Quelle: Mittlere Temperaturen am Messpunkt von Dijon im Jahr 2008 |     |     |     |     |      |      |      |      |      |      |     |     |      |

Der Boden des Montrachet besteht im unteren Bereich aus einer 50 cm starken Auflage aus braunem Kalkstein-Verwitterungsschutt. Die Reben müssen ihre Wurzeln in den Sockel aus dem Erdzeitalter des Bathonium treiben.

## Wein

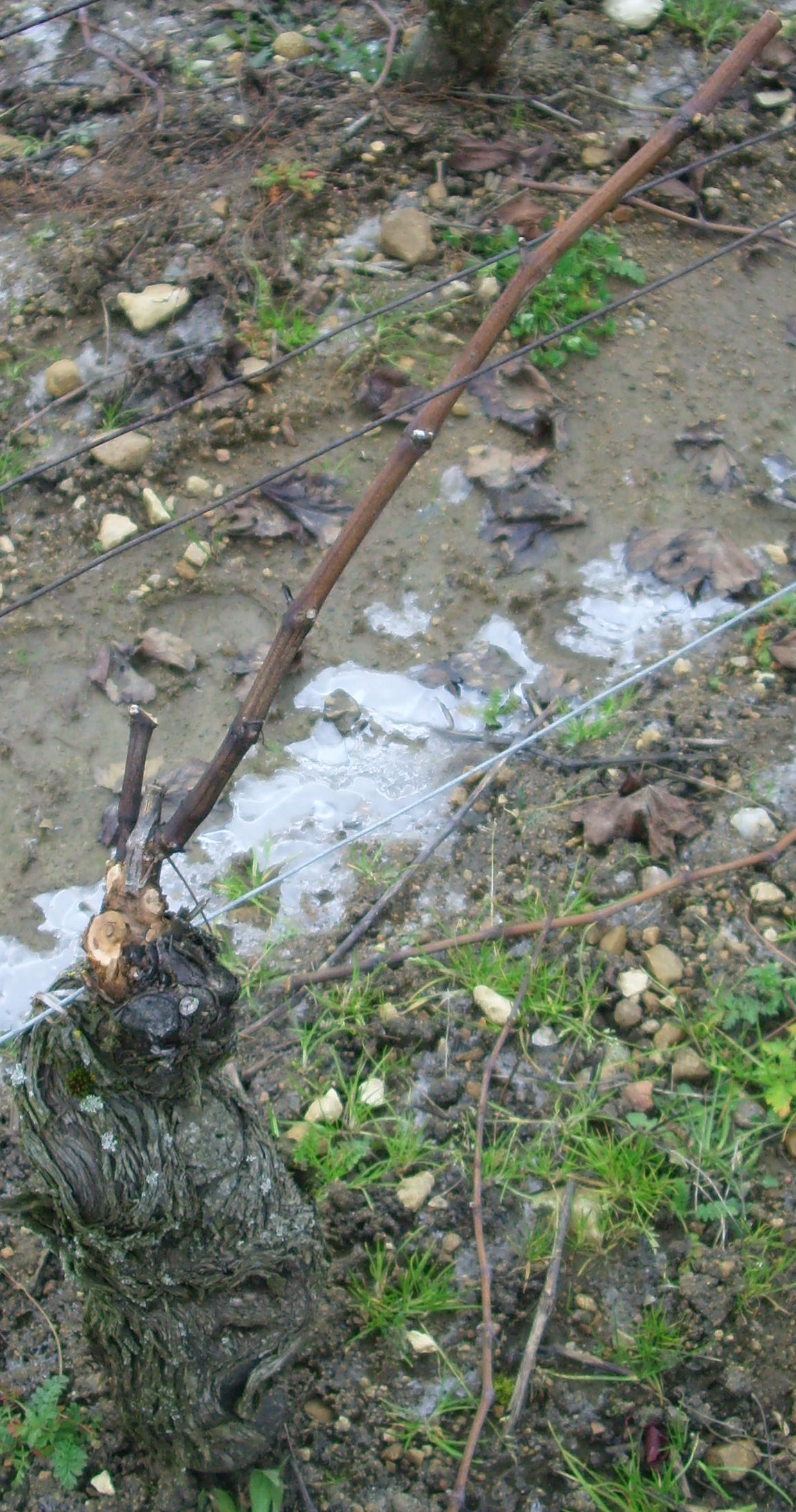
Als Reberziehung wird die in Frankreich méthode Guyot genannte Flachbogenerziehung vorgeschrieben.

Die Weißweine der Grand Cru Lage werden aus der Rebsorte Chardonnay gekeltert. Der natürliche Alkoholgehalt muss bei den Weißweinen mindestens 12 Vol.-% betragen, Chaptalisation ist – wie überall im Burgund – erlaubt. Das Mindest-Mostgewicht liegt bei 187 g/l. Der Basisertrag beträgt 40 Hektoliter je Hektar, dieser darf maximal um 20 % überschritten werden.

## Produktionsmenge
Im Jahr 2008 wurden insgesamt 7,99 ha unter dem Namen Montrachet deklariert und 349 Hektoliter Weißwein erzeugt. Dies entspricht ungefähr 47.000 Flaschen.

## Montrachet sowie seine Nachbarlagen
Vier andere Grand-Cru-Lagen verteilen sich rund um den Montrachet und teilen sich den prestigeträchtigen Namen.
| Grand Cru                    | Position | Rebfläche (2007) | Durchschnittliche Menge (2003–2007) |
| ---------------------------- | -------- | ---------------- | ----------------------------------- |
| Montrachet                   | Mittig   | 7,99             | 310 hl                              |
| Bâtard-Montrachet            | Osten    | 11,09            | 502 hl                              |
| Chevalier-Montrachet         | Westen   | 7,08             | 305 hl                              |
| Bienvenues-Bâtard-Montrachet | Nordost  | 3,70             | 163 hl                              |
| Criots-Bâtard-Montrachet     | Süd      | 1,57             | 73 hl                               |

## Hersteller und Besitzer
Im Gegensatz zum Bordeaux sind die Rebflächen durch Anwendung der Erbfolge stark gesplittert. Größter Eigner mit 2,06 ha war im Jahr 2008 der Marquis de Laguiche, der seine Weine durch das Haus Joseph Drouhin vinifizieren und vermarkten lässt. Es folgten der Baron Thénard (1,83 ha, gekeltert und verkauft durch Roland Remoissenet et Fils), Bouchard Père et Fils (0,89 ha), Regnault de Beaucaron (0,80 ha), Domaine de la Romanée-Conti (0,68 ha), Domaine Jacques Prieur (0,59 ha), Comte Lafon (0,32 ha), Jean-Claude Ramonet (0,26 ha), Marc Colin (0,11 ha), Guy Amiot und Mlle Monnot (0,09 ha), Fontaine-Gagnard (0,09 ha), Jean-Marc Blain-Gagnard (0,08 ha), Domaine Leflaive (0,08 ha), Bernard Morey (0,075 ha), Lamy-Pillot (0,05 ha) und Château de Puligny-Montrachet (0,0428 ha).